# 65537-ъгълник
Шестдесетипетхилядипетстотинтридесетиседмоъгълникът (хексакисмириапентакисхилиапентакоситриаконтихептагон) е многоъгълник с 65 537 страни и ъгли. Сборът на всички вътрешни ъгли е 11 796 300° (65535π). Има 2 147 450 879 диагонала (65537×65534÷2).
Поради малкия централен ъгъл в графично изображение правилният шестдесетипетхилядипетстотинтридесетиседмоъгълник не се отличава от окръжността.
65 537 е най-голямото известно просто число на Ферма, което прави правилния 65537-ъгълник построим с линийка и пергел.

## Правилен 65537-ъгълник
При правилен шестдесетипетхилядипетстстотинтридесетиседмоъгълник всички страни и ъгли са равни.
- Вътрешният ъгъл е равен на:

{\displaystyle {\frac {(65537-2)}{65537}}\cdot 180^{\circ }\approx 179,99450692^{\circ }}
- Външният и централният ъгъл е равен на:

{\displaystyle {\frac {360^{\circ }}{65537}}\approx 0,0055^{\circ }\approx 0^{\circ }0'19'',77508888}
- Разликата между радиусите R на описаната и r на вписаната окръжност спрямо страната a е:

{\displaystyle R-r={\frac {a}{2\sin({\tfrac {\pi }{65537}})}}-{\frac {a}{2\tan({\tfrac {\pi }{65537}})}}\approx 0,000011984\,a}

## Построение
Тъй като 65537 е просто число на Ферма, по силата на теоремата на Гаус-Ванцел правилен 65537-ъгълник може да бъде построен с линийка и пергел:
За пръв път построен е от Густав Хермес през 1894 г.
Ако се построи 65537-ъгълник със страна 1 cm, то диаметърът му ще бъде над 200 m.